# الحرب السورية الرابعة
الحرب السورية الرابعة (باليونانية: Δ΄ Συριακός πόλεμος)‏ (بالإنجليزية: Fourth Syrian War)‏ وهي حرب دارت حوالي (219–217 ق.م)، بين السلوقيين والبطالمة.
عند تولي أنطيوخوس الثالث العرش السلوقي عام (223 ق.م)، وضع لنفسه مهمة استعادة الممتلكات الإمبراطورية المفقودة من عهد سلوقس الأول، التي امتدت من المملكة الإغريقية البخترية في الشرق وحتى مضيق الدردنيل في الشمال، إلى سوريا في الجنوب. وبحلول عام (221 ق.م)، كان قد أعاد السيطرة السلوقية على ميديا وبلاد فارس، التي تمردت في وقت سابق. عندئذ وجه الملك الطموح عينيه صوب سوريا ومصر.
حينئذ كان بطليموس الرابع وبطانة السوء الملتفِّين حوله قد وجَّهوا جهودهم في بادئ أمرهم للقضاء على كل عدوٍّ يقف في وجه سيادتهم في داخل البلاد، وتخليص الملك من كل شائبة أو عقبة تعترض نفوذهم، وكان من حسن حظ مصر في هذه الفترة أن أنطيوخوس الثالث الذي كان يتحرق شوقًا إلى استرداد بلاد سوريا التي طالما حارب عائلة السلوقيين من أجلها، كانت قد تحولت أنظاره وقتئذٍ إلى جهة أخرى كان الخطر يطلُّ عليه منها؛ وذلك أنه عندما علم أنتيغونوس الثاني ملك مقدونيا أن بطليموس الثالث قد حضره الموت وكان غرضه أن يقوم بحملة على شواطئ ميديا و«فارس». غير أن موت بطليموس الثالث وما كان معروفًا عن خَلَفِه من خلاعة ومجون قد فتح أمام أنطيوخوس الثالث آفاقًا جديدة، وبخاصة عندما نعلم أن هذا العاهل كان يتأثر عن طيب خاطر في هذه الفترة بنصائح وزيره المسن «هرمياس» الكاري المنبت؛ ولا غرابة في ذلك فإن سلوقس الثالث كان قد جعله شبه وصي على عرش الملك أثناء قيام الأخير بالحملة التي لاقى فيها حتفه، وقد عرف كيف يجعل نفوذه يستمر في عهد الملك الجديد.
وقد وصف لنا المؤرخ بوليبيوس، شخصية «هرمياس» هذا الذي أصبح الوزير الأول للملك أنطيوخوس الثالث بعبارة تذكرنا بأخلاق سوسيبيوس وزير بطليموس الرابع؛ فقد وصفه بأنه حسود سيِّئ الظن قاسٍ معقد وغد إلى أقصى حدٍّ، فضلًا عن أنه كان يجهل فنون الحرب وسياستها، وقد أراد هذا الوزير كما يقص علينا بوليبيوس أن يجعل الملك في قبضة يده، وأن يشغله بصورة لا تجعل عنده من الوقت ما يمكنه من أن يشرف على ما يقوم به هذا الوزير من حركات وأعمال في خارج البلاد وداخلها؛ فنجد أن هذا الوزير بدلًا من أن يترك سيده يسافر إلى بلاد الشرق للقضاء على الفتن ينصحه بألَّا يحطَّ من كرامة نفسه، ويعرض حياته للخطر باقتفاء الثائرين الذين خرجوا عليه، وذلك زعمًا منه أن مِثْل هذا العمل من وظيفة قواده، وأن الأجدر به أن يقوم بالحرب بنفسه بالهجوم على مدينة «بطوليمياس» في سوريا الجوفاء حيث يقابل بطليموس الرابع وجهًا لوجه، وقد زيَّن له «هرمياس» أن هذه الحرب لا خطر فيها، وذلك بسبب خمول بطليموس الرابع وتراخيه وانصرافه عن ممتلكاته خارج حدود مصر. غير أن ناصحًا آخر من قواده يُدعَى «أبيجين» شكَّكه في هذا المشروع برأي على النقيض؛ غير أن «هرمياس» حبًّا في تنفيذ مآربه قيل إنه زوَّر خطابًا قدمه للملك قال عنه إنه وصل إليه من «آخاوس» يعده فيه بأنه سيساعده بقوة، وذلك بتزويده بالمال والسفن إذا أراد أن يستولي على تاج هذه البلاد.
وبهذه الحيلة أفلح «هرمياس» الماكر في إثارة أنطيوخوس الثالث على بطليموس الرابع وفي أن يجعل آخاوس موضع شكٍّ عند عمه، وعلى ذلك نرى أن أنطيوخوس الثالث قد أرسل على حسب رأي «هرمياس» إلى الشرق جيشًا بقيادة إكزنون وثيودوتوس، وأخذ في الاستعداد لغزو «سوريا الجوفاء»، وكانت الفرصة سانحة أمام أنطيوخوس الثالث لأن أحوال الجيش البطلمي المصري كانت غاية في التدهور، وسوء النظام، وقلة التدريب، وعلى ذلك لم يتوان أنطيوخوس الثالث في الهجوم على سوريا إلا فترة قصيرة كان في خلالها يقترن بابنة الملك ميتراديس الثاني لاؤديس، وقد كان هذا التأخير القليل في الزحف على «سوريا» سببًا في حلول كوارث لقادته مما حفَّزه على الذهاب بنفسه لنجدتهم.
ومن أجل ذلك أخذ قيادة الجيش بنفسه عند «أباما» وزحف به على لاؤديسي لبنان في صيف عام (221 ق.م) ومن هناك دخل أنطيوخوس الثالث وادي «مارسيا» أحد روافد نهر العاصي (الأرنت)، وعند مدخل الوادي تصادم جيش أنطيوخوس الثالث بحِصنَيْ «بروخي» (بالإنجليزية: Brochi)‏ و «جرها» (بالإنجليزية: Gerrha)‏ وكان قد احتلهما فعلًا حاكم «سوريا الجوفاء» تيودوتوس الأيتولي، ولما كان تيودوتوس الأيتولي محصَّنًا بالخنادق والمتاريس التي كانت تحيط مواقعه، فإنه جعل جنود الأعداء تترقب عبثًا في البِرَك والأوحال التي في هذه الجهة، ولما لم يجد أنطيوخوس الثالث في نهاية الأمر لنفسه منفذًا لاختراق الحصنين رجع أدراجه إلى أنطاكية؛ حيث كانت أخبار النحس قد وصلت إليه من الشرق، وكان الوقت قد أزِف ليأخذ أنطيوخوس الثالث حذره، وتفسير ذلك: أن القائد الأعلى «أكزنوتاس» قد أهمل في تحركاته لدرجة أنه أُخذ على غرة على شاطئ نهر «دجلة»، وتفرَّق شمل جيشه، في حين أن القائد «مولون» كان مسيطرًا على «سليوس» وزحف إلى قلب «مسوبوتاميا»، وفي تلك الأثناء جمع أنطيوخوس الثالث كلَّ ما لديه من جنود، وزحف بسرعة خاطفة لأجل أن يسدَّ الطريق في وجهه في نهاية عام (221 ق.م) ومن ثَم بدأت سلسلة الحملات المظفرة التي هيَّأت له أن يحمل لقب «الملك العظيم» وأن يحفظ اسمه في التاريخ بوصفه الملك «العظيم».
وعلى أية حال كان من حسن حظ بطليموس الرابع وبطانته أن أنطيوخوس الثالث هذا قد شُغِل عن مهاجمة «سوريا الجوفاء»، وقد انتهز سوسيبيوس هذه الفرصة قبل الدخول مع أنطيوخوس الثالث في حرب فقضى على كل عقبة كانت تعترض سبيل سيده في داخل البلاد، كما ذكرنا من قبل، هذا من جهة، ومن جهة أخرى نجد أن مصر قد أصبحت وقتئذٍ في موقف شرعي للدفاع عن سوريا التي حاول أنطيوخوس الثالث أن يستولي عليها عَنْوَة؛ ومن ثَم أخذ سوسيبيوس في حَبْك المؤامرات لتنفيذ خطته، وكانت الطريق أمامه واضحة. هذا، وكان «هرمياس» نصيح أنطيوخوس الثالث قد تنبَّأ بها دون كبير عناء، وذلك أنه كان في الإمكان أن ينقلب آخاوس مناهضًا للملك أنطيوخوس الثالث ويكون أكثر خطرًا عليه من الشطربين اللذين خرجا عليه في الشرق، ولكن مما يُؤسَف له جد الأسف أن المصادر عن هذا البطل المخلص لم تسعفنا بمعلومات شافية عن الدسائس التي كانت تُحاك حوله، والتي انتهت بالتغلب عليه بسبب تردُّده.
والواقع أن آخاوس هذا لم يكن رجلًا صاحب مطامع يتلاشى أمامها ضميره؛ كما أنه خدم «سلوقس الثالث» بإخلاص، وانتقم له من قاتله، وبعد انتصاره على أعدائه رفض بإباء أن يتسلم تاج الملك الذي قدمه له أجناده، بل فضَّل أن يحفظه لأنطيوخوس الثالث عمه وشقيق الملك المتوفَّى، وعلى أية حال نجده عندما أصبح سيِّد كل آسيا الصغرى، وبعد أن قهر «أتالوس» الذي أصبح محصورًا في إقليم «برجام»، قد أظهر حتى الآن سموًّا في الروح وإباءً.
ولكن بعد ذلك نرى أن نشوة الانتصارات التي أحرزها قد أخذت تستولي على مشاعره  وتجعله ينحرف عن مسلكه المثالي الذي نشأ عليه. هذا، ولم يقدم لنا المؤرخ بوليبيوس أيَّ سبب آخر عن انحرافه، ولم يحدثنا بأي شيء عن علاقات كانت بين آخاوس وحكومة الإسكندرية، وذلك لأنه كان معتقدًا أن الخطاب الذي قدمه «هرمياس» إلى أنطيوخوس الثالث في العام السابق كان خطابًا مدسوسًا عليه، ومن المحتمل أنه كان في الأمر شيء من الصحة، وبخاصة عند نعلم أن والد آخاوس المسمى «أندروماخوس» (بالإنجليزية: Andromachus)‏ كان سجينًا في الإسكندرية، وأن الأول كان يريد خلاص والده بكل ما لديه من قوة وسعة حيلة، ويقول بوليبيوس عند تحدُّثه عن المفاوضات التي كان يقوم بها فعلًا بنجاح في هذا الصدد مع حكومة «رودس» بأنها لم تأت بنتائج مرضية، وكان من جرَّاء عدم نجاح هذه المفاوضات الأولى لخلاص «أندروماخوس» (بالإنجليزية: Andromachus)‏ أنْ دلَّت الأحوال على أن حكومة بطليموس الرابع قد جعلت مقابل ذلك ثمنًا باهظًا، ومن أجل ذلك أبى آخاوس أن يشتري خلاص والده بخيانة وطنه، ومهما يكن من أمر فإن «أندروماخوس» (بالإنجليزية: Andromachus)‏ كان لا يزال حيًّا في الإسكندرية عندما خضع آخاوس لإلحاح ناصحه «جارسيريس» (بالإنجليزية: Garsyris)‏ واتخذ الخطوة الحاسمة، وكانت الفرصة مواتية، وذلك أن أنطيوخوس الثالث كان وقتئذٍ في أتروباتين معرَّضًا لكل أخطار الحرب، وعلى أية حال كان بعيدًا جدًّا حتى يتدخل في الوقت المناسب.